# C.F. Hansen-medaljen

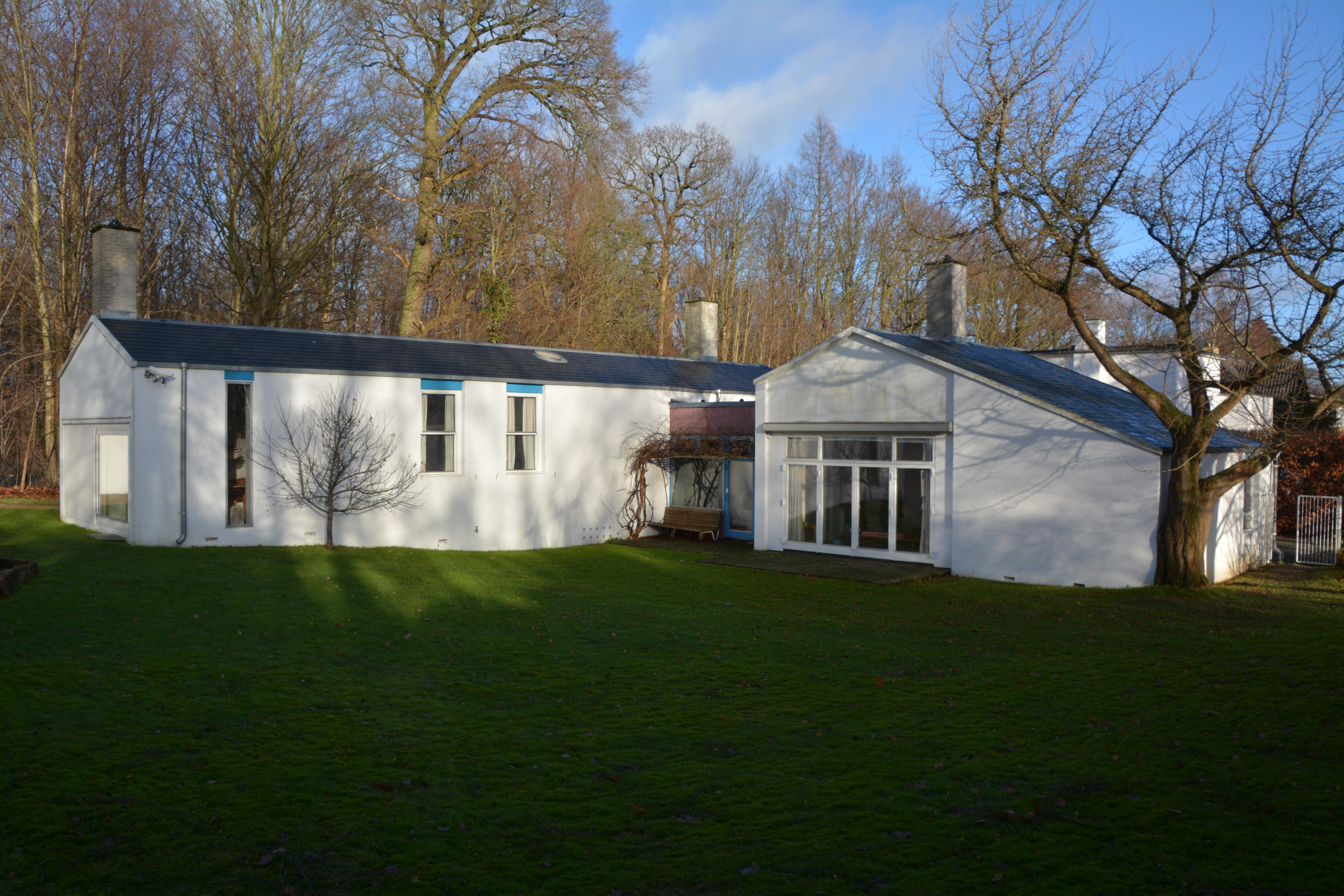
Finn Juhls hus i Charlottenlund

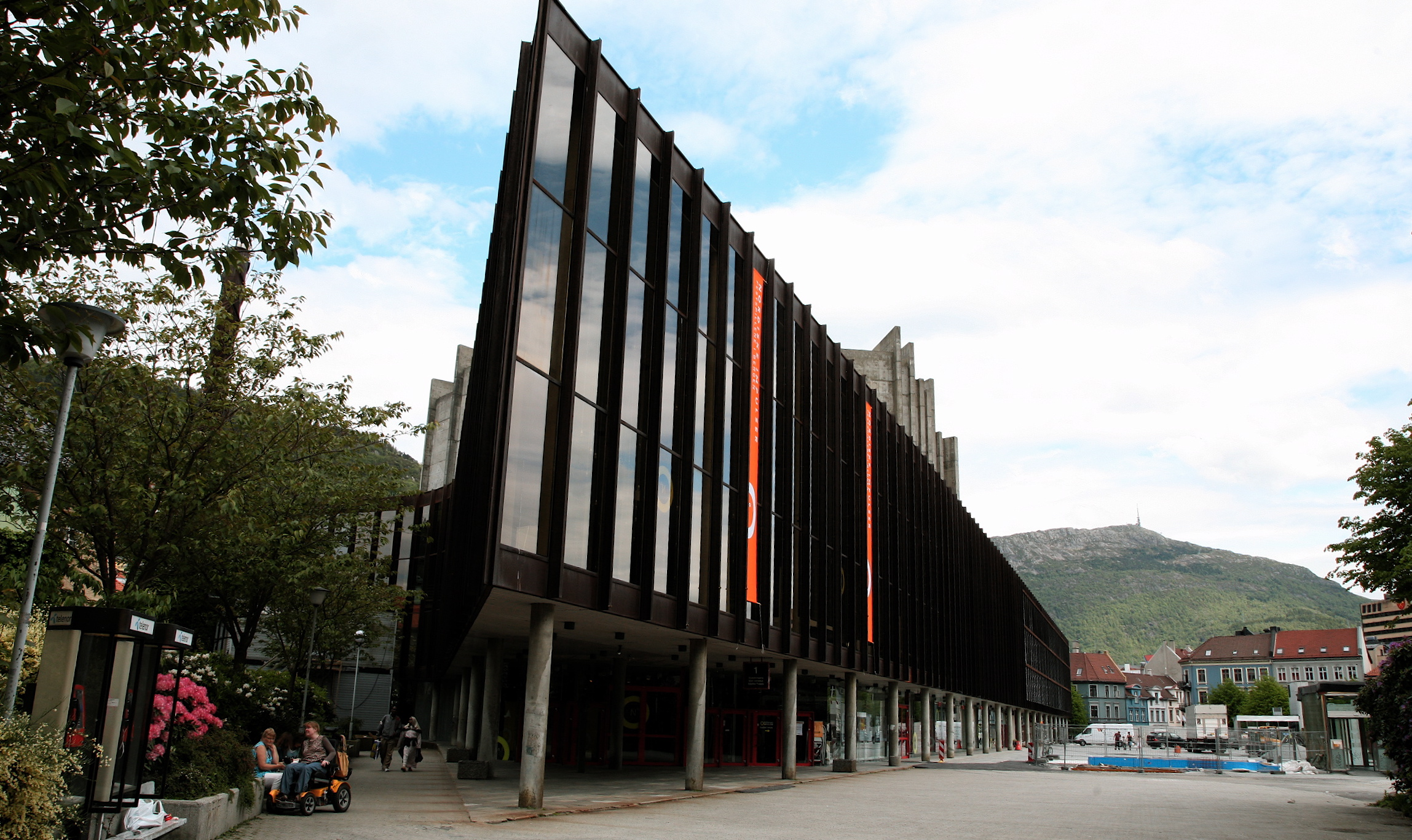
Grieghallen i Bergen av Knud Munk

C.F. Hansen-medaljen är en dansk konstutmärkelse. 
C.F. Hansen-medaljen utdelas sedan 1830 av Det Kongelige Akademi for de Skønne Kunster för att "hædre et menneske for fremragende arbejde inden for den bundne kunst". Medaljen utdelas vanligen till arkitekter, men har också utdelats till andra konstutövare som textilkonstnären Lis Ahlmann 1978, formgivaren Nanna Ditzel 1991 samt keramikerna Gertrud Vasegaard 1992 och Gutte Eriksen 2004. Mottagarna är normalt danskar, men även svenskarna Ragnar Östberg och Sven-Ingvar Andersson har fått utmärkelsen.
Medaljen har sitt namn efter Christian Frederik Hansen och har formgivits av skulptören Christen Christensen. 

## Mottagare i urval
| År   | Mottagare                                            | Kommentar |
| ---- | ---------------------------------------------------- | --- |
| 1833 | Michael Gottlieb Bindesbøll och Johan Jacob Deuntzer | |
| 1835 | N.S. Nebelong                                        | |
| 1838 | L.A. Winstrup                                        | för ett tullhus |
| 1841 | H.C. Stilling                                        | |
| 1850 | Ferdinand Meldahl                                    | |
| 1856 | C.V. Nielsen                                         | |
| 1859 | Vilhelm Dahlerup                                     | |
| 1875 | P.C. Bønecke                                         | |
| 1886 | Vilhelm Friederichsen                                | för Sankt Johannes Stiftelse                                                                                            |
| 1891 | Vilhelm Holck                                        | |
| 1893 | Axel Berg                                            | |
| 1907 | Sven Risom                                           | |
| 1914 | Thomas Havning                                       | |
| 1917 | Ejnar Dyggve                                         | |
| 1918 | Charles Christensen och Christian Kampmann           | |
| 1921 | Marius Pedersen                                      | för villan Møllevangen 6 i Holbæk                                                                                       |
| 1923 | Ragnar Östberg                                       | |
| 1924 | P.V. Jensen Klint                                    | |
| 1926 | Holger Jacobsen                                      | |
| 1930 | Henning Jørgensen                                    | |
| 1935 | Hans Christian Hansen                                | |
| 1937 | Ejner Graae och Henning Helger                       | |
| 1943 | Ivar Bentsen                                         | |
| 1944 | Finn Juhl                                            | för det egna bostadshuset (Finn Juhls hus) i Kratvænget 15 i Ordrup i Charlottenlund, norr om Köpenhamn                 |
| 1945 | G.N. Brandt                                          | för Mariebjerg kirkegård                                                                                                |
| 1947 | Kay Fisker och C.F. Møller                           | för Aarhus Universitet                                                                                                  |
| 1949 | Kai Christensen                                      | |
| 1950 | Ejnar Dyggve                                         | |
| 1951 | Erik Christian Sørensen                              | |
| 1954 | Kaare Klint och Vilhelm Lauritzen                    | |
| 1955 | Arne Jacobsen och Bertel Udsen                       | |
| 1957 | Mogens Jørgensen                                     | |
| 1963 | Mogens Koch                                          | |
| 1966 | F.C. Lund                                            | |
| 1967 | Jørn Utzon                                           | |
| 1971 | Mogens Lassen                                        | |
| 1972 | Børge Mogensen                                       | |
| 1973 | Peter Bredsdorff                                     | |
| 1977 | Steen Eiler Rasmussen                                | |
| 1978 | Lis Ahlmann                                          | |
| 1979 | Vilhelm Wohlert                                      | |
| 1980 | Viggo Møller-Jensen                                  | |
| 1982 | Hans J. Wegner                                       | |
| 1983 | Jørgen Bo                                            | |
| 1985 | Henning Larsen                                       | |
| 1986 | Jens Thomas Arnfred                                  | |
| 1987 | Knud Friis och Elmar Moltke Nielsen                  | |
| 1988 | Johan Richter                                        | |
| 1989 | Vibeke Klint och Erik Chr. Sørensen                  | |
| 1990 | ingen utdelning                                      | |
| 1991 | Nanna Ditzel, Otto Weitling och Hans Dissing         | |
| 1992 | Gertrud Vasegaard, Inger Exner och Johannes Exner    | |
| 1993 | Knud Holscher                                        | |
| 1994 | ingen utdelning                                      | |
| 1995 | Erik Korshagen                                       | |
| 1996 | Sven-Ingvar Andersson                                | |
| 1997 | ingen utdelning                                      | |
| 1998 | Tegnestuen Vandkunsten och Erik Møller               | |
| 1999 | Gehrdt Bornebusch                                    | |
| 2000 | Nils Fagerholt, Knud Munk och Hans Munk Hansen       | Knud Munk för bland annat planetariet vid Sankt Jørgens Sø, byggnader på Statens Seruminstitut och Grieghallen i Bergen |
| 2001 | ingen utdelning                                      | |
| 2002 | Hanne Kjærholm och Grethe Meyer                      | |
| 2003 | Jørn Palle Schmidt                                   | |
| 2004 | Gutte Eriksen och Poul Ingemann                      | |
| 2005 | ingen utdelning                                      | |
| 2006 | Lene Tranberg                                        | |
| 2006 | Tyge Arnfred                                         | |
| 2007 | ingen utdelning                                      | |
| 2008 | Dorte Mandrup-Poulsen                                | |
| 2009 | Kim Herforth Nielsen                                 | för bland annat glasmuseet i Ebeltoft, Tivolis konserthus, FIH i Köpenhamns hamn och Ørestads Gymnasium                 |
| 2010 | Erik Hansen                                          | för forskning om Apollotemplet i Delfi och restaureringen av Marmorbroen i Köpenhamn                                    |
| 2011 | Ulrik Plesner                                        | |
| 2012 | Jan Søndergaard                                      | |
| 2013 | Jan Gehl                                             | för att han "gjort staden, kvaliteteten i stadsrummet och inte minst livet mellan husen, till sitt projekt"             |
| 2014 | Stig Lennart Andersson                               | för Bymilen vid SEB Bank på Kalvebod Brygge i Köpenhamn, där en ny typ av stadsrum skapats                              |
| 2016 | Ursula Munch-Petersen                                | |
| 2017 | Bjarke Ingels                                        | |
| 2018 | Torben Schønherr                                     | |
| 2020 | Dag Stubbergaard                                     | |
| 2020 | Signe Cold                                           | |
| 2020 | Christian Cold                                       | |